# Лиманська Перша сільська рада
Лиманська Перша сільська рада — адміністративно-територіальна одиниця у Решетилівському районі Полтавської області з центром у c. Лиман Перший.
Населення — 614 осіб.

## Населені пункти
Сільраді були підпорядковані населені пункти:
- c. Лиман Перший
- с. Бузинівщина
- с. Мирне
- с. Тури